# 1037
| Calendário gregoriano                                                        | 1037 MXXXVII                                         |
| Ab urbe condita                                                              | 1790                                                 |
| Calendário arménio                                                           | 486 – 487                                            |
| Calendário bahá'í                                                            | -807 – -806                                          |
| Calendário budista                                                           | 1581                                                 |
| Calendário chinês                                                            | 3733 – 3734 Início a 19 de janeiro (aproximadamente) |
| Calendário copta                                                             | 753 – 754                                            |
| Calendário etíope                                                            | 1029 – 1030                                          |
| Calendários hindus - Vikram Samvat - Calendário nacional indiano - Cáli Iuga | 1092 – 1093 958 – 959 4137 – 4138                    |
| Calendário Holoceno                                                          | 11037                                                |
| Calendário islâmico                                                          | 428 – 429                                            |
| Calendário judaico                                                           | 4797 – 4798                                          |
| Calendário persa                                                             | 415 – 416                                            |
| Calendário rúnico                                                            | 1287                                                 |
| Calendário solar tailandês                                                   | 1580                                                 |

1037 (MXXXVII, na numeração romana) foi um ano comum do século XI do Calendário Juliano, da Era de Cristo, a sua letra dominical foi B (52 semanas), teve início a um sábado e terminou também a um sábado.
No território que viria a ser o reino de Portugal estava em vigor a Era de César que já contava 1075 anos.
| Ano completo                   |
| ------------------------------ |
| Ano comum com início ao sábado |

## Eventos
- Fernando I, herdeiro do condado de Castela, derrota Bermudo III, que é morto na Batalha de Tamarón, pondo assim fim a Dinastia de navarra que é substituída pela Dinastia de Leão.

## Mortes
- Bermudo III morre na Batalha de Tamarón.
- Morre Avicena, médico persa, misteriosamente, de uma cólica mal tratada ou de envenenamento em Hamadã.